# A. Albert Noelte
A. Albert Noelte (* 10. März 1885 in Starnberg; † 1946) war ein deutsch-amerikanischer Komponist, Musikpädagoge und -kritiker.

## Leben
Noelte hatte in seiner Kindheit Violinunterricht. Im Alter von fünfzehn Jahren verließ er sein Elternhaus und wanderte in die USA aus. In Troy/New York beendete er seine schulische Ausbildung und nahm Musikunterricht beim Kirchenorganisten des Ortes. Ab 1903 studierte er am New England Conservatory of Music in Boston Komposition bei Frederick Shepherd Converse und George Chadwick. Parallel absolvierte er ein Studium der englischen Literatur an der Boston University.
1908 kehrte Noelte nach München zurück. Dort setzte er seine Ausbildung bei Felix Mottl, später auch bei Richard Strauss fort. 1920 wurde seine erste Oper, François Villon, in Karlsruhe uraufgeführt. In den 1920er Jahren gab er privaten Musikunterricht und schrieb Musikkritiken für die München-Augsburger Abendzeitung und den Boston Advertiser. 1929 ging er erneut in die USA und wurde Dekan des Institute of Music and Allied Arts in Chicago. Ab 1934 war er Professor für Musiktheorie an der Northwestern University. Viele seiner Kompositionen wurden vom Chicago Symphony Orchestra (CSO) uraufgeführt. Seine Suite für Holzbläser, Perkussion und Harfe widmete er Frederick Stock, unter dessen Leitung sie 1930 vom CSO uraufgeführt wurde.

## Werke
- François Villon, Oper (UA 1920)
- Suite für Holzbläser, Perkussion und Harfe (UA 1930)
- Die Herzogin von Padua, Oper (UA 1931)
- Hektors Abschied, sinfonische Dichtung
- Tod und Lucifer, sinfonische Dichtung
- Lieder mit Orchesterbegleitung